# Wittelsbacherplatz
La Wittelsbacherplatz (littéralement, place des Wittelsbach) est une place du quartier de Maxvorstadt à Munich, à l'ouest de l'Odeonsplatz. Elle a été construite lors de l'édification de la Brienner Straße. 

## Description
Une statue équestre d'après un modèle de Bertel Thorwaldsen, qui représente l'électeur Maximilien Ier, domine le centre de la place rectangulaire. Au coin nord-est, au passage de l'Odeonsplatz, se trouve le palais Leuchtenberg, bati à partir de 1817 par Leo von Klenze pour Eugène de Beauharnais en style néo-Renaissance modelé sur le palais Farnèse de Rome. Il est le siège du ministère des finances de l'État de Bavière.
Sur le côté est de la place se trouve l'Odéon, bati 1826–1828 par Klenze en pendant du palais Leuchtenberg comme salle de concert et de bal. Le côté ouest est dominé par le palais Arco-Zinneberg, construit par Klenze en 1820. Il était acquis en 1833 par Marie-Léopoldine de Modène, veuve de l'électeur de Bavière, pour son fils d'un second mariage, le comte Maximilien d'Arco-Zinneberg, dont la famille est toujours propriétaire. 
Au nord de la place se trouve le palais Ludwig Ferdinand, construit également par Klenze en 1825. C’est là que réside actuellement la direction du groupe Siemens. Au sud-ouest de la place se trouve le magnifique café Luitpold, qui a été reconstruit après la destruction de la Seconde Guerre mondiale, mais qui a été simplifié. 
La nouvelle conception du siège social de Siemens, basée sur un concept de Henning Larsen, a considérablement modifié le côté nord de la place depuis 2015: l'aile ouest du palais Ludwig Ferdinand, désormais peint en blanc, a été démolie de sorte que le nouveau bâtiment surmontant un étage du palais soit clairement visible dans l'impression d'ensemble fermée. 

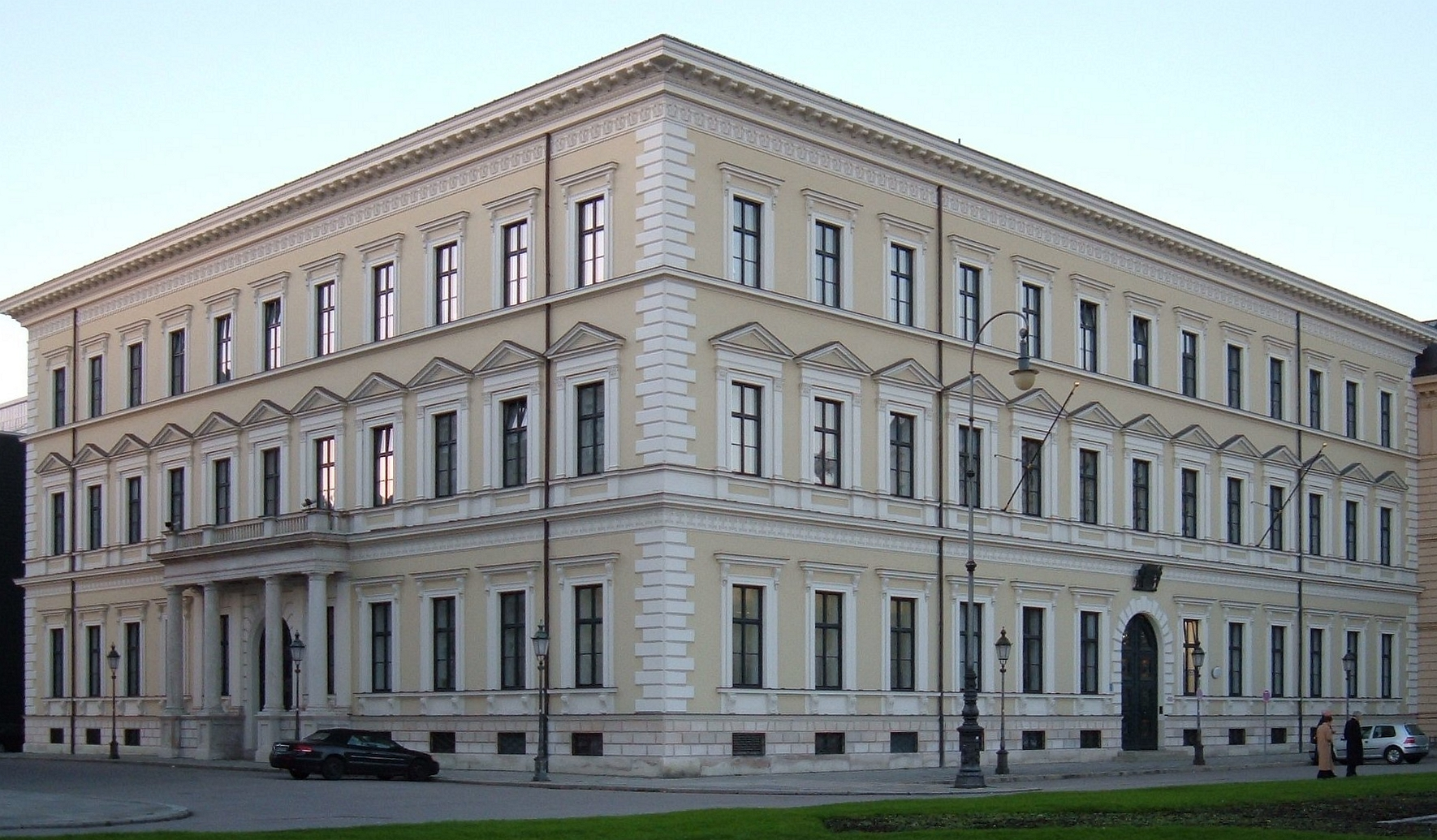
Le palais Leuchtenberg
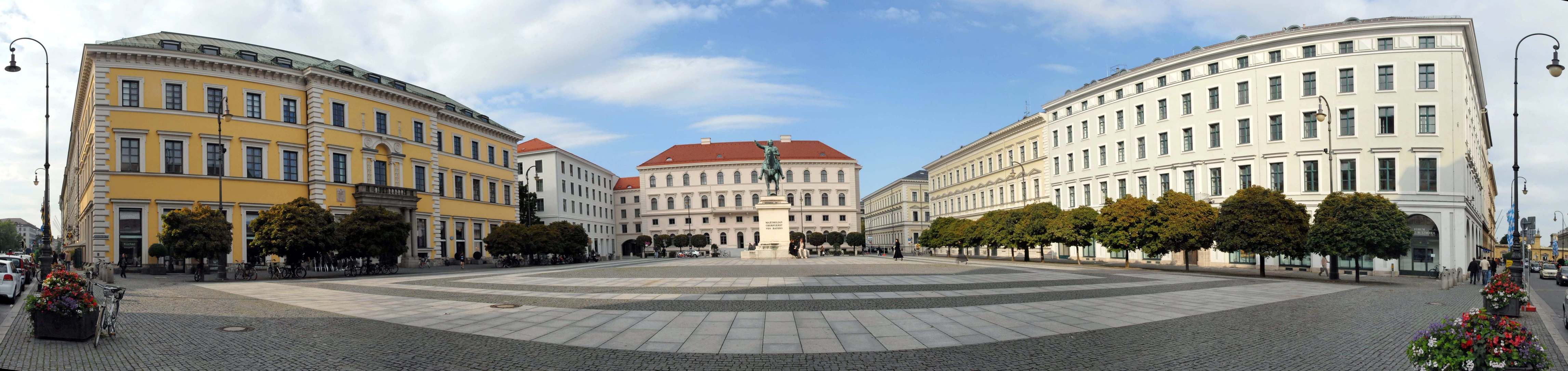
Vue panoramique (le palais Arco-Zinneberg à gauche, le palais Ludwig Ferdinand au centre)
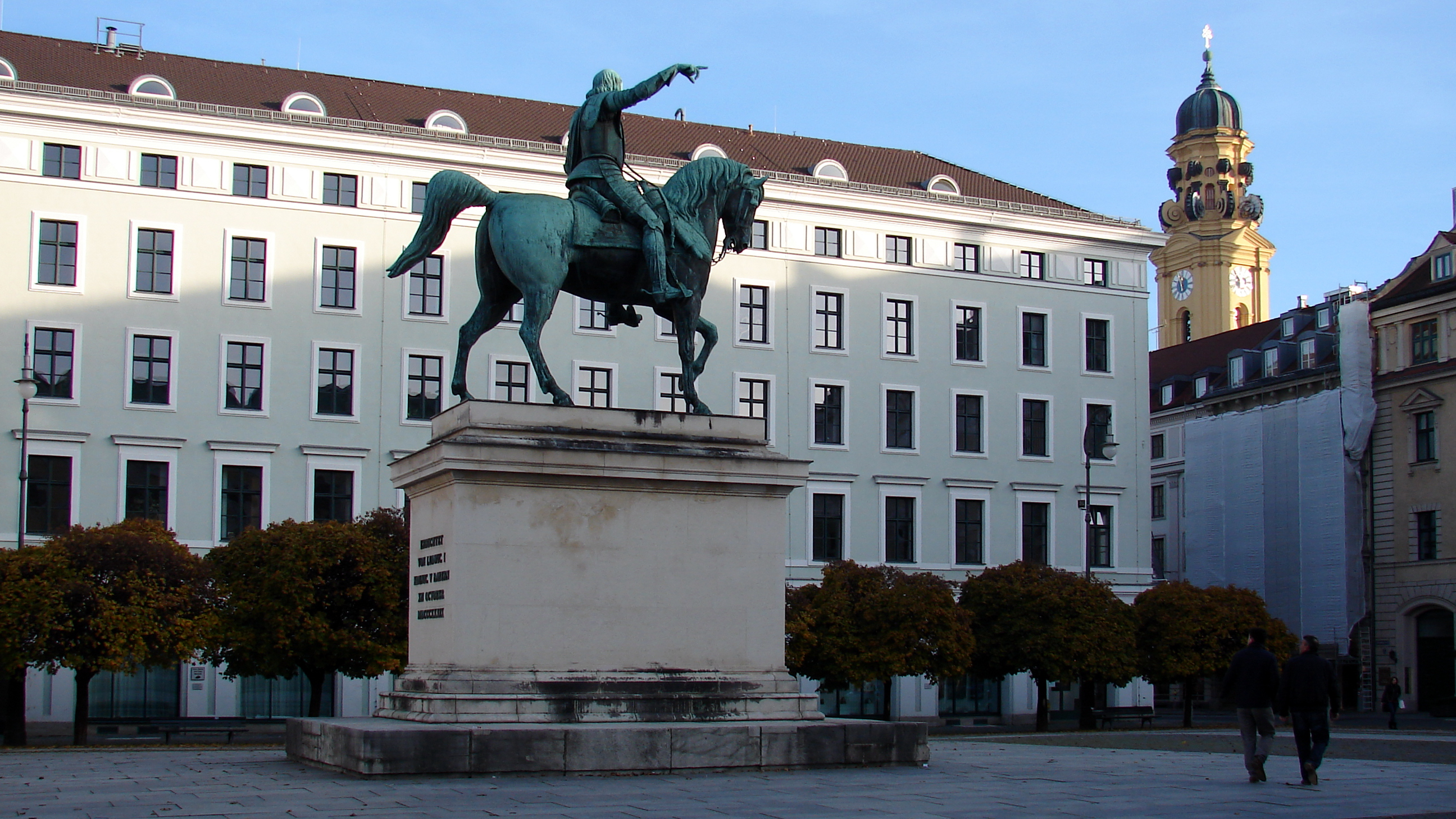
Statue de Maximilien